# 清水河村 (孟定鎮)

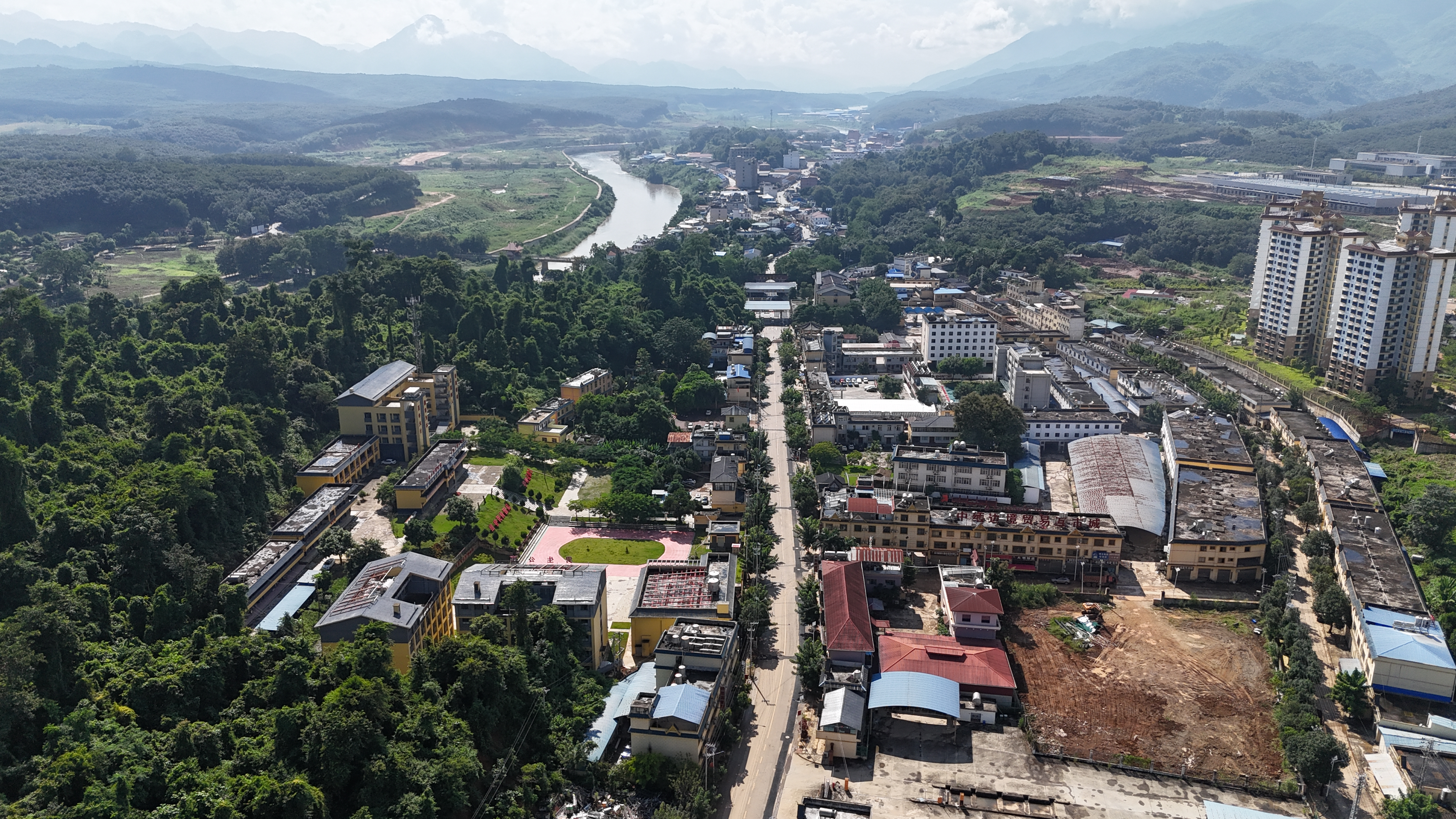
孟定清水河航拍，远处是果敢清水河

清水河村為中華人民共和國雲南省臨滄市耿馬傣族佤族自治縣孟定鎮轄下的行政村，設有清水河口岸，面向緬甸的果敢特區。

## 地理
清水河村位於中國邊境，南定河北岸，距孟定鎮政府23公里，東鄰班幸村，北鄰色村壩村，南鄰緬甸佤邦南鄧，西鄰緬甸果敢清水河，轄下有雙龍井、青樹寨、响水、班贵四個自然村。